# Ангара (суперкомпьютер)
«Ангара» — проект по разработке российского суперкомпьютера стратегического назначения, предусматривающий сочетание копирования и самостоятельной разработки при создании разных типов компонентов, включая процессоры.
Направление создания защищенных супер-ЭВМ развивается межведомственной группой инженеров из ИИНТБ РГГУ, АО «НИЦЭВТ», НТЦ «Модуль». Указом Президента РФ № 642 от 1 декабря 2016 года была утверждена «Стратегия научно-технологического развития Российской Федерации». Важнейшим направлениям этой стратегии является создание российской элементной базы (процессоры, память и коммуникационная сеть) для суперкомпьютеров экзафлопсного уровня.

## Архитектура
Суперкомпьютер «Ангара» представляет собой множество узлов разного типа, объединённых несколькими коммуникационными сетями, одна из которых обладает свойством передачи с высокой пропускной способностью больших потоков коротких пакетов. Эта сеть необходима для реализации работы с глобально адресуемой памятью. Узлы могут быть вычислительными и сервисными, они подключаются к базовой рабочей сети.
Вычислительные узлы строятся на специальных многоядерных мультитредово-потоковых микропроцессорах, объединяются в модули в виде многосокетных плат и могут работать над логически единой адресуемой памятью (глобально адресуемой памятью).
Сервисные узлы строятся на обычных суперскалярных микропроцессорах, выполняют функции ввода-вывода, подключения пользователей, интерфейса с глобальной сетью, а также могут выполнять и вычисления, если они хорошо локализуются и эффективно выполнимы на этих узлах. Вычислительные и сервисные узлы подключены ещё к одной сети, являющейся компонентом подсистемы обеспечения надежности, готовности и сервиса, RAS-подсистемы. С подробным описанием общесистемной спецификации можно ознакомиться в публикации
Подсистема обеспечения информационной безопасности реализована с поддержкой массово-мультитредовых гибридных реконфигурируемых вычислителей Ангара-J7 секционного типа на базе технологических модулей «Альфа-монитор», которые состоят из монитора безопасности и гипервизорных модулей (проксирующих модулей и верификатора команд). Управление сервисными и вычислительными узлами, объединёнными высокоскоростными линками сети «Ангара», осуществляется с помощью защищенного распределенного мультидоменного гипервизора.
Основная идея сокрытия задержек, то есть обеспечения его толерантности, нечувствительности к этим задержкам по развиваемой реальной производительности, — обеспечение высокого темпа выполнения операций с памятью и сетью. Для этого требуется специальная организация процессора и выполняемых на нем приложений, специальная организация коммуникационной сети, специальная организация памяти. Для всех этих устройств требуется возможность одновременного выполнения большого количества операций и высокая конвейеризация. Естественно, от вычислительной модели приложения требуется возможность выдачи большого количества операций, для этого и нужна мультитредовость. Мультитредовая организация позволяет одновременно выполнять не один, а несколько потоков команд, что дает возможность увеличить множество выполняемых команд, но важнее — усилить поток одновременно выполняемых операций с памятью. Потоковая архитектура предполагает применение решающих полей элементарных процессоров в виде статических графов потоков данных. Это позволяет сократить общее количество обращений к памяти, поскольку на решающем поле данные передаются с одного быстрого ресурса на другой без обращения в память.

## Методы обеспечения безопасности суперкомпьютера
- Метод реактивной защиты[6][7][8]
- Метод реконфигурации среды исполнения с учётом требований мобильности[9][10].
- Модель безопасных операций[9][11]
- Способ функционирования вычислительного устройства СК на основе мультитредовой архитектуры с управлением потока данных.[12]
- Методика тестирования уровня защищенности СК.[13][14]
- Алгоритм «маркерного» cканирования.[15][16]